# الگارابو دل اگویلا
الگارابو دل اگویلا (به اسپانیایی: Algarrobo del Águila) یک منطقهٔ مسکونی در آرژانتین است که در ایالت لا پامپا واقع شده‌است.

## خصوصیات
الگارابو دل اگویلا ۴٬۴۴۸٫۲ کیلومترمربع مساحت و ۶۴۱ نفر جمعیت دارد و ۳۰۵ متر بالاتر از سطح دریا واقع شده‌است.